# Ландо II (граф Капуанський)
Ландо II, граф Капуанський (861), син графа Ландо I.
У травні 859 велика об'єднана армія Неаполя, Салерно, Амальфі та Суесули рушили на Капую. Ландо I у той час вже був розбитий паралічем, тому його син Ландо II очолив оборону Капуї та розбив військо нападників.
Ландо II спадкував престол після смерті свого батька, проте був зміщений його дядьком Пандо. Як компенсацію він отримав в управління містечко Каяццо.